# (1385) Gelria
(1385) Gelria es el asteroide número 1385 situado en el cinturón principal. Fue descubierto por el astrónomo Hendrik van Gent desde la estación meridional de Leiden en Johannesburgo, República Sudaficana, el 24 de mayo de 1935. Su designación alternativa es 1935 MJ. Está nombrado por la provincia neerlandesa de Güeldres.